# Половець (заказник)
По́ловець — лісовий заказник місцевого значення в Україні. Розташований у межах Лубенського району Полтавської області, на південь від села Савинці. 
Площа 35,9 га. Статус присвоєно згідно з рішенням облради від 04.09.1995 року. Перебуває у віданні: Савинська сільська рада, Оржицьке міжгосподарське лісництво (кв. 2, вид. 3-11). 
Статус присвоєно для збереження лісового масиву на правобережній заплаві річки Оржиця. У деревостані переважають клен, липа, дуб.